# Remember (Christmas)
«Remember (Christmas)» es una canción interpretada por el músico estadounidense Harry Nilsson. Fue publicada el 10 de julio de 1972 como la segunda canción de su octavo álbum de estudio, Son of Schmilsson.

## Recepción de la crítica
Audra Schroeder de The Austin Chronicle indicó que “la voz de Nilsson alcanza alturas angelicales mientras estira la palabra ‘dream’ en cinco sílabas celestiales” Dominique Leone, contribuidor de Pitchfork, describió «Remember (Christmas)» como “una balada clásica de Nilsson, tal vez siguiendo el ejemplo de su amigo Randy Newman, pero entregada con un matiz que suena muy cercano a la sinceridad”. El editor jefe de Ultimate Classic Rock, Michael Gallucci, colocó «Remember (Christmas)» en el puesto número 8 en su lista de las 10 mejores canciones de Nilsson.

## Créditos y personal
Créditos adaptados desde las notas de álbum de Son of Schmilsson.
Músicos
- Harry Nilsson – voces
- Nicky Hopkins – piano
- Chris Spedding – buzuki
- The Pop Arts String Quartet – cuerdas
- Del Newman – arreglos

Personal técnico
- Richard Perry – productor
- Robin Geoffrey Cable – ingeniero de audio
- Ken Scott – ingeniero de audio

## Posicionamiento
| Gráfica (1973)                            | Pico de posición |
| ----------------------------------------- | ---------------- |
| Canadá (RPM Adult Contemporary Playlist)  | 14               |
| Estados Unidos (Billboard Hot 100)        | 53               |
| Estados Unidos (Billboard Easy Listening) | 21               |
| Estados Unidos (Cash Box Top 100 Singles) | 40               |

## Versión de Andy Williams

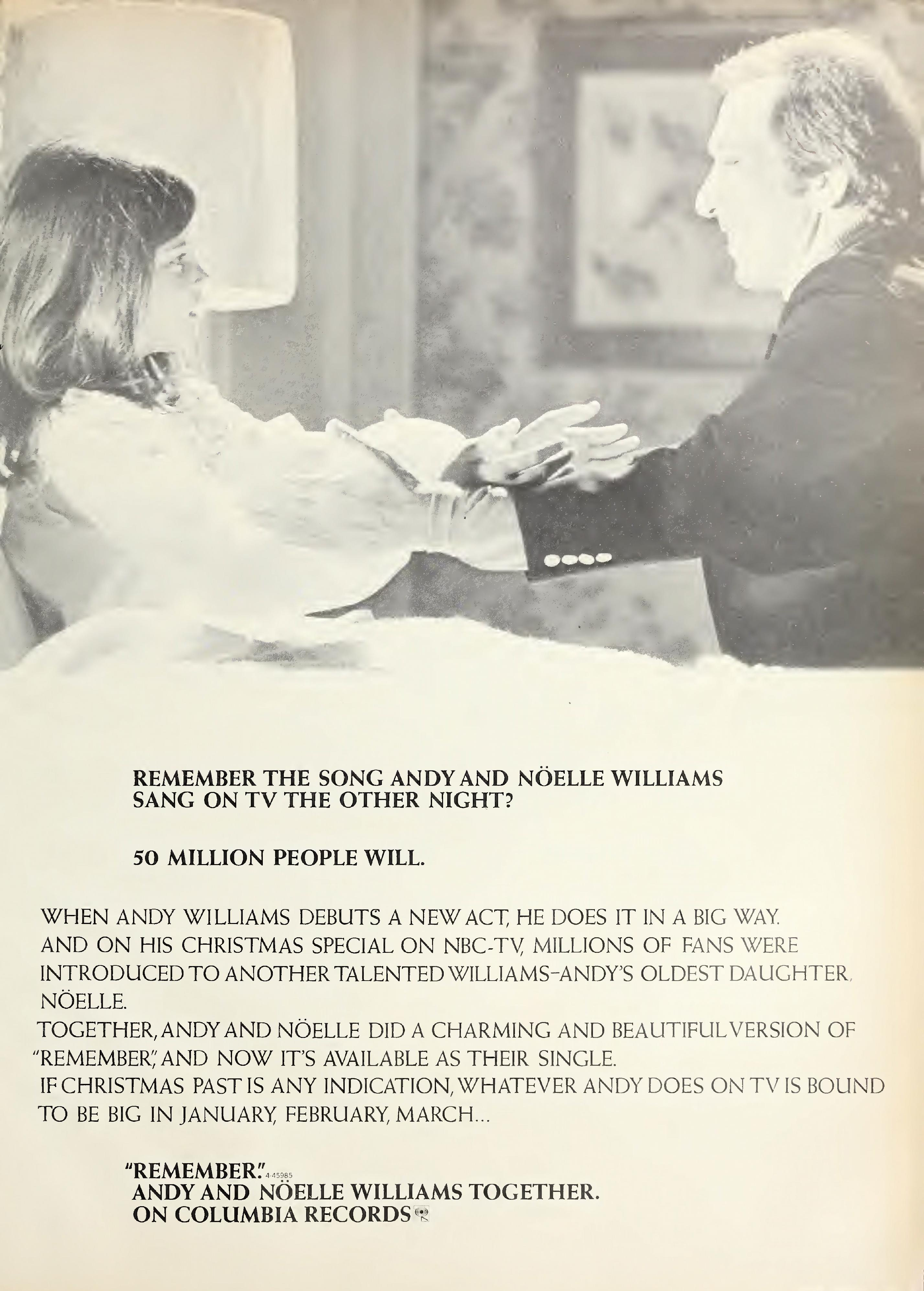
Anuncio comercial del sencillo en Cash Box, 22 de diciembre de 1973.

En 1973, el cantante estadounidense Andy Williams grabó la canción para su trigésimo primer álbum de estudio, Solitaire. Más tarde, «Remembee» fue publicada el 7 de diciembre de 1973 como el tercer y último sencillo del álbum.

### Recepción de la crítica
Un escritor no especificado de la revista Cash Box declaró: “Pocas personas pueden interpretar una balada mejor que Andy y esta, de su LP Solitaire, es otra muestra de esa perfección. Será un elemento de programación navideña, pero debería durar mucho más que eso. La melodía de Harry Nilsson adquiere una luz completamente nueva y se vuelve más emocionante que nunca con el tratamiento de Andy”. Joe Marchese de The Second Disc señaló que “la pureza y pura belleza de la voz de Andy Williams la convirtieron en una combinación perfecta para la [canción] dolorosamente reflexiva”.

### Créditos y personal
Créditos adaptados desde las notas de álbum de Solitaire.
Músicos
- Andy Williams – voces
- Nicky Hopkins – piano
- Richard Bennett – guitarra acústica
- John Morrell – mandolina
- Tom Hensley – clavecín
- Gene Page – arreglos

Personal técnico
- Richard Perry – productor
- Bill Schnee – ingeniero de audio
- Doug Sax – masterización

### Posicionamiento
| Gráfica (1974)                            | Pico de posición |
| ----------------------------------------- | ---------------- |
| Estados Unidos (Billboard Easy Listening) | 30               |
| Estados Unidos (Cash Box Looking Ahead)   | 117              |